# Cestrum irazuense
Cestrum irazuense är en potatisväxtart som beskrevs av Carl Ernst Otto Kuntze. Cestrum irazuense ingår i släktet Cestrum och familjen potatisväxter. Inga underarter finns listade i Catalogue of Life.